# Famille Hugo
Pour les articles homonymes, voir Hugo.
La famille Hugo est une famille française subsistante originaire de Lorraine. Elle était établie à Baudricourt (Vosges) vers 1700. Elle a donné l'écrivain Victor Hugo.
Elle porte le titre de comte depuis 1810, titre accordé par Joseph Bonaparte, alors roi d'Espagne.

## Historique
Victor Hugo (1802-1885) est considéré comme un des principaux écrivains francophones.
Il est issu du côté paternel d'une famille de cultivateurs et d'artisans, originaire des Vosges et de Meurthe-et-Moselle. Le plus ancien Hugo connu, Johannés, né vers 1610, est probablement originaire de la commune de Bralleville (Meurthe-et-Moselle), car il était surnommé Bralleville. Son fils Jean Hugo naîtra à Vaudémont puis s'établira à Baudricourt (Vosges) vers 1690. Son grand-père, Joseph Hugo (1727-1799), fut adjudant de l'armée royale puis devint maître-menuisier-charpentier à Nancy. Il eut cinq fils d'un second mariage (il avait eu sept filles d'un premier). Les deux premiers semblent être morts jeune, les trois autres s'engageront dans les armées de la jeune  République, dont son père Joseph Hugo (1773-1828) qui finira général sous l'Empire, et son oncle Louis-Joseph Hugo (1777-1853), colonel et plus tard maire de Tulle.
Sa mère Sophie Trébuchet (1772-1821) est issue de la bourgeoisie nantaise. Son père Jean-François Trébuchet (1731-1783) était capitaine de navire.

## Liens de filiation entre les personnalités notoires
- Joseph Hugo (1727-1799), maître menuisier-charpentier à Nancy. Il épouse en 1770 à Nancy Jeanne Marguerite Michaud (1741-1814).
  - Joseph Léopold Sigisbert Hugo (1773-1828), général d'Empire. Il épouse Sophie Trébuchet (1772-1821).
    - Abel Hugo (1798-1855), militaire et essayiste. Il épouse Louise Rose Julie du Vidal (ou Duvidal) de Montferrier (1797-1865), artiste peintre.
      - Léopold Armand Hugo (1828-1895), graphiste. Il épouse Marie Jeanne Clémentine Solliers (1835-).
        - Zoé Hugo (1856-1876).

      - Joseph Napoléon « Jules » (1835-1863), jésuite, prêtre de Notre-Dame-de-Sion.

    - Eugène Hugo (1800-1837) , écrivain.
    - Victor Hugo (1802-1885), poète et dramaturge. Il épouse Adèle Foucher (1803-1868).
      - Léopold Victor Hugo (1823-1823).
      - Léopoldine Hugo (1824-1843) épouse Charles Vacquerie (1817-1843).
      - Charles Hugo (1826-1871) épouse Alice Lehaene.
        - Georges Hugo (1867-1868).
        - Georges Victor-Hugo (1868-1925), peintre. Il épouse Pauline Ménard-Dorian (1870-1941).
          - Jean Hugo (1894-1984), peintre et décorateur. Il épouse Valentine Marie Augustine Gross (1887-1968), artiste-peintre et illustratrice.

        - Jeanne Hugo (1869-1941) épouse Léon Daudet (1867-1942), écrivain, journaliste et homme politique. En secondes noces, elle épouse Jean-Baptiste Étienne Auguste Charcot (1867-1936), médecin et explorateur polaire.

      - François-Victor Hugo (1828-1873), écrivain, journaliste et traducteur  des œuvres de William Shakespeare
      - Adèle Hugo (1830-1915).

  - Louis-Joseph Hugo (1777-1853), colonel d'Empire et maire de Tulle. Il épouse Marie Pinaud (1806-1843).
    - Léopold Hugo  (1828-1866) épouse Nathalie de La Treilhe de Lavarde (1832-1903).
      - Léopoldine Hugo (1855-1937) épouse le 6 août 1877 à Tulle, Victor Francois Alphonse Violet (1849-1900).
      - Camille Hugo (1858-1946) épouse Albert Masselon (1854-1904).

    - Marie Hugo (1834-1906) épouse Léon Chirac (1823-1854), veuve après six mois de mariage, devint carmélite à Tulle (sœur Sainte Marie-Joseph).

  - François-Juste Hugo (1780-1828), chef de bataillon en Espagne en 1812, major de la Légion de Gironde devenue 49ème régiment d'infanterie de Ligne en 1819, chevalier de la Légion d'honneur le 25/4/1821.

## Pour approfondir